# Reykjafoss

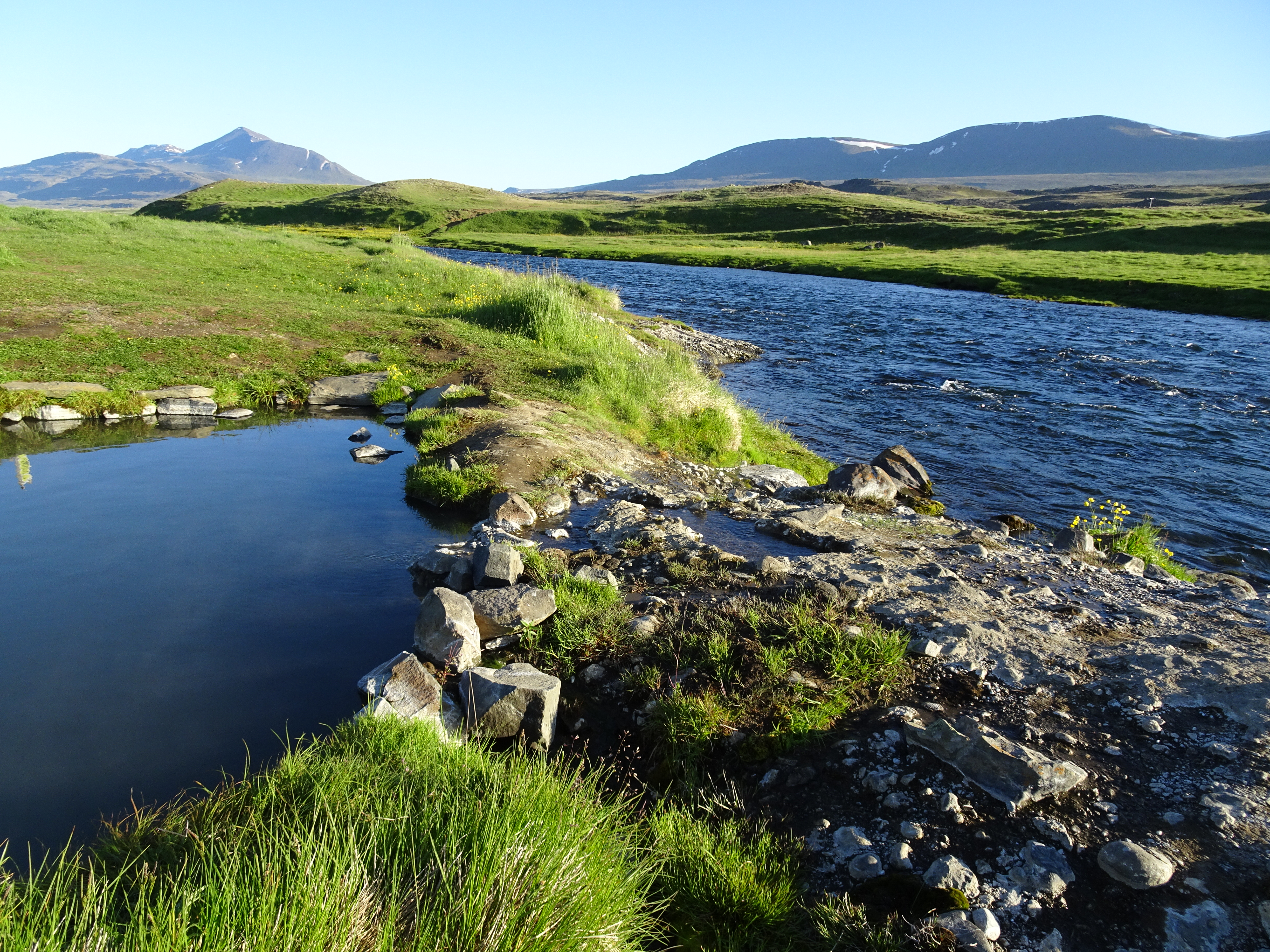
De Fosslaug.

De Reykjafoss is een waterval in de Svartá in het noorden van IJsland niet ver van Varmahlíð. De waterval op zich is niet zo bijzonder, maar wel dat er niet al te ver vandaan een warme bron aan de oever van de rivier ligt: de Fosslaug. In de buurt komt veel aardwarmte voor, en Reykjafoss betekent dan ook Rookwaterval.